# Lessico Etimologico Italiano
Das Lessico Etimologico Italiano (kurz LEI) ist ein etymologisches Wörterbuch des Italienischen, das seit 1979 von der Akademie der Wissenschaften und der Literatur in Mainz herausgegeben wird. Die zuständige Kommission stellt sich nach eigenen Aussagen die Aufgabe, „den Wortschatz der Italoromania in einen gesamtromanischen Zusammenhang zu stellen“. So wird jedes Wort ausgehend von seiner sprachgeschichtlichen Wurzel unter Berücksichtigung sprachgeographischer und soziokultureller Zusammenhänge erforscht. Er berücksichtigt auch den dialektalen Wortschatz.
Der Begründer des LEI, Max Pfister, leitete das Projekt bis zu seinem Tod im Jahr 2017. Heute sind Projektleiter des LEI Elton Prifti und Wolfgang Schweickard. Seit 2015 sind vier neue Arbeitsstellen des LEI an den Universitäten Mannheim (2015), Wien (2019) und Siena (Università per Stranieri di Siena) (2019) entstanden.
Seit 1984 wird das Projekt im Rahmen des Akademienprogramms gefördert, das von der Union der Akademien der Wissenschaften koordiniert wird.
Seit 1979 erscheint das LEI im Dr. Ludwig Reichert Verlag, Wiesbaden, jährlich werden etwa sechs Faszikel herausgebracht. Bisher sind 20 Bände vollständig erschienen. Mit dem Faszikel E11 (2022) reicht das Lexikon bis zum Lemma EXPAVENTARE.

## Einzelbände
- 1979. — Vol. 1. Lfg. 01. — 96 p.
- 1980. — Vol. 1. Lfg. 02. — 96 p.
- 1981. — Vol. 1. Lfg. 03. — 96 p.
- 1982. — Vol. 1. Lfg. 04. — 96 p.
- 1982. — Vol. 1. Lfg. 05. — 96 p.
- 1982. — Vol. 1. Lfg. 06. — 96 p.
- 1983. — Vol. 1. Lfg. 07. — 96 p.
- 1984. — Vol. 1. Lfg. 08. — 96 p.
- 1984. — Vol. 1. Ab—alburnus. — 780 p. — ISBN 3-88226-179-X

- 1984. — Vol. 2. Lfg. 09. — 96 p.
- 1984. — Vol. 2. Lfg. 10. — 96 p.
- 1985. — Vol. 2. Lfg. 11. — 96 p.
- 1985. — Vol. 2. Lfg. 12. — 96 p.
- 1986. — Vol. 2. Lfg. 13. — 96 p.
- 1986. — Vol. 2. Lfg. 14. — 96 p.
- 1986. — Vol. 2. Lfg. 15. — 96 p.
- 1987. — Vol. 2. Lfg. 16. — 96 p.
- 1987. — Vol. 2. Lfg. 17. — 96 p.
- 1987. — Vol. 2. albus—apertura. — 880 p. — ISBN 3-88226-392-X

- 1987. — Vol. 3.1. Lfg. 18. — 96 p.
- 1987. — Vol. 3.1. Lfg. 19. — 96 p.
- 1987. — Vol. 3.1. Lfg. 20. — 96 p.
- 1988. — Vol. 3.1. Lfg. 21. — 96 p.
- 1988. — Vol. 3.1. Lfg. 22. — 96 p.
- 1988. — Vol. 3.1. Lfg. 23. — 96 p.
- 1988. — Vol. 3.1. Lfg. 24. — 96 p.
- 1989. — Vol. 3.1. Lfg. 25. — 96 p.
- 1989. — Vol. 3.1. Lfg. 26. — 96 p.
- 1989. — Vol. 3.2. Lfg. 27. — 96 p.
- 1989. — Vol. 3.2. Lfg. 28. — 96 p.
- 1990. — Vol. 3.2. Lfg. 29. — 96 p.
- 1990. — Vol. 3.2. Lfg. 30. — 96 p.
- 1990. — Vol. 3.2. Lfg. 31. — 96 p.
- 1991. — Vol. 3.2. Lfg. 32. — 96 p.
- 1991. — Vol. 3.2. Lfg. 33. — 96 p.
- 1991. — Vol. 3.2. Lfg. 34. — 96 p.
- 1991. — Vol. 3.2. Lfg. 35. — 96 p.
- 1992. — Vol. 3.2. Lfg. 36. — 96 p.
- 1992. — Vol. 3.1. apertus—asthma. — 876 p. — ISBN 3-88226-499-3
- 1992. — Vol. 3.2. aspergere—azumus. Indici. — 944 p. — ISBN 3-88226-500-0.

- 1992. — Vol. 4. Lfg. 37. — 96 p.
- 1993. — Vol. 4. Lfg. 38. — 96 p.
- 1993. — Vol. 4. Lfg. 39. — 96 p.
- 1993. — Vol. 4. Lfg. 40. — 96 p.
- 1993. — Vol. 4. Lfg. 41. — 96 p.
- 1994. — Vol. 4. Lfg. 42. — 96 p.
- 1994. — Vol. 4. Lfg. 43. — 96 p.
- 1994. — Vol. 4. Lfg. 44. — 96 p.
- 1994. — Vol. 4. Lfg. 45. — 96 p.
- 1995. — Vol. 4. Lfg. 46. — 96 p.
- 1994. — Vol. 4. ba—bassano. — 872 p. — ISBN 3-88226-811-5

- 1995. — Vol. 5. Lfg. 47. — 96 p.
- 1995. — Vol. 5. Lfg. 48. — 96 p.
- 1995. — Vol. 5. Lfg. 49. — 96 p.
- 1995. — Vol. 5. Lfg. 50. — 96 p.
- 1996. — Vol. 5. Lfg. 51. — 96 p.
- 1996. — Vol. 5. Lfg. 52. — 96 p.
- 1996. — Vol. 5. Lfg. 53. — 96 p.
- 1997. — Vol. 5. Lfg. 54. — 96 p.
- 1997. — Vol. 5. Lfg. 55. — 96 p.
- 1997. — Vol. 5. Lfg. 56. — 96 p.
- 1997. — Vol. 5. *bassiare—*birotulare. — 868 p. — ISBN 3-88226-847-6

- 1998. — Vol. 6. Lfg. 57. — 96 p.
- 1998. — Vol. 6. Lfg. 58. — 96 p.
- 1998. — Vol. 6. Lfg. 59. — 96 p.
- 1998. — Vol. 6. Lfg. 60. — 96 p.
- 1999. — Vol. 6. Lfg. 61. — 96 p.
- 1999. — Vol. 6. Lfg. 62. — 96 p.
- 1999. — Vol. 6. Lfg. 63. — 96 p.
- 1999. — Vol. 6. birrus—brac(c)hiolum. — 864 p. — ISBN 3-89500-028-0

- 2000. — Vol. 7. Lfg. 64. — 96 p.
- 2000. — Vol. 7. Lfg. 65. — 96 p.
- 2000. — Vol. 7. Lfg. 66. — 96 p.
- 2001. — Vol. 7. Lfg. 67. — 96 p.
- 2001. — Vol. 7. Lfg. 68. — 96 p.
- 2001. — Vol. 7. Lfg. 69. — 96 p.
- 2001. — Vol. 7. Lfg. 70. — 96 p.
- 2002. — Vol. 7. Lfg. 71. — 96 p.
- 2002. — Vol. 7. brac(c)hium—bulla. — 800 p. — ISBN 3-89500-149-X

- 2002. — Vol. 8. Lfg. 72. — 96 p.
- 2003. — Vol. 8. Lfg. 73. — 96 p.
- 2003. — Vol. 8. Lfg. 74. — 96 p.
- 2004. — Vol. 8. Lfg. 75. — 96 p.
- 2004. — Vol. 8. Lfg. 76. — 360 p.
- 2004. — Vol. 8. bullare—*bž-, indice. — 1072 p. — ISBN 3-89500-334-4

- 2004. — Vol. 9. Lfg. 77. — 96 p.
- 2004. — Vol. 9. Lfg. 78. — 96 p.
- 2004. — Vol. 9. Lfg. 79. — 96 p.
- 2005. — Vol. 9. Lfg. 80. — 96 p.
- 2005. — Vol. 9. Lfg. 81. — 96 p.
- 2005. — Vol. 9. Lfg. 82. — 96 p.
- 2005. — Vol. 9. Lfg. 83. — 96 p.
- 2006. — Vol. 9. Lfg. 84. — 96 p.
- 2006. — Vol. 9. Lfg. 85. — 124 p.
- 2006. — Vol. 9. C—cambiāre. — 900 p. — ISBN 3-89500-411-1

- 2006. — Vol. 10. Lfg. 86. — 96 p. — ISBN 3-89500-521-5
- 2007. — Vol. 10. Lfg. 87. — 96 p. — ISBN 978-3-89500-522-0
- 2007. — Vol. 10. Lfg. 88. — 96 p. — ISBN 978-3-89500-523-7
- 2007. — Vol. 10. Lfg. 89. — 96 p. — ISBN 978-3-89500-524-4
- 2007. — Vol. 10. Lfg. 90. — 96 p. — ISBN 978-3-89500-525-1
- 2008. — Vol. 10. Lfg. 91. — 96 p. — ISBN 978-3-89500-526-8
- 2008. — Vol. 10. Lfg. 92. — 96 p. — ISBN 978-3-89500-527-5
- 2008. — Vol. 10. Lfg. 93. — 96 p. — ISBN 978-3-89500-611-1
- 2008. — Vol. 10. Lfg. 94. — 96 p. — ISBN 978-3-89500-612-8
- 2008. — Vol. 10. cambiare—capitalis. — 876 p. — ISBN 978-3-89500-613-5

- 2009. — Vol. 11. Lfg. 95. — 96 p. — ISBN 978-3-89500-614-2
- 2009. — Vol. 11. Lfg. 96. — 96 p. — ISBN 978-3-89500-615-9
- 2009. — Vol. 11. Lfg. 97. — 96 p. — ISBN 978-3-89500-616-6
- 2009. — Vol. 11. Lfg. 98. — 96 p. — ISBN 978-3-89500-617-3
- 2009. — Vol. 11. Lfg. 99. — 96 p. — ISBN 978-3-89500-618-0
- 2009. — Vol. 11. Lfg. 100. — 96 p. — ISBN 978-3-89500-619-7
- 2010. — Vol. 11. Lfg. 101. — 96 p. — ISBN 978-3-89500-745-3
- 2010. — Vol. 11. Lfg. 102. — 104 p. — ISBN 978-3-89500-746-0
- 2011. — Vol. 11. capitaneus—*cardare. — 780 p. — ISBN 978-3-89500-747-7

- 2010. — Vol. 12. Lfg. 103. — 96 p. — ISBN 978-3-89500-770-5
- 2010. — Vol. 12. Lfg. 104. — 96 p. — ISBN 978-3-89500-773-6
- 2010. — Vol. 12. Lfg. 105. — 96 p. — ISBN 978-3-89500-799-6
- 2011. — Vol. 12. Lfg. 106. — 96 p. — ISBN 978-3-89500-832-0
- 2011. — Vol. 12. Lfg. 107. — 96 p. — ISBN 978-3-89500-833-7
- 2011. — Vol. 12. Lfg. 108. — 96 p. — ISBN 978-3-89500-867-2
- 2012. — Vol. 12. Lfg. 109. — 96 p. — ISBN 978-3-89500-878-8
- 2012. — Vol. 12. Lfg. 110. — 118 p. — ISBN 978-3-89500-879-5
- 2012. — Vol. 12. *cardeus—katl-. — 792 p. — ISBN 978-3-89500-882-5

- 2012. — Vol. 13. Lfg. 111. — 96 p. — ISBN 978-3-89500-900-6
- 2012. — Vol. 13. Lfg. 112. — 96 p. — ISBN 978-3-89500-901-3
- 2012. — Vol. 13. Lfg. 113. — 96 p. — ISBN 978-3-89500-933-4
- 2013. — Vol. 13. Lfg. 114. — 96 p. — ISBN 978-3-89500-973-0
- 2013. — Vol. 13. Lfg. 115. — 96 p. — ISBN 978-3-89500-992-1
- 2014. — Vol. 13. Lfg. 116. — 96 p. — ISBN 978-3-95490-029-9
- 2014. — Vol. 13. Lfg. 117. — 96 p. — ISBN 978-3-95490-061-9
- 2014. — Vol. 13. Lfg. 118. — 112 p. — ISBN 978-3-95490-079-4
- 2015. — Vol. 13. cat(t)ia—c(h)ordula. — 780 p. — ISBN 978-3-95490-082-4

- 2015. — Vol. 14. Lfg. 119. — 96 p. — ISBN 978-3-95490-096-1
- 2015. — Vol. 14. Lfg. 120. — 96 p. — ISBN 978-3-95490-157-9
- 2016. — Vol. 14. Lfg. 121. — 96 p. — ISBN 978-3-95490-168-5
- 2016. — Vol. 14. Lfg. 122. — 96 p. — ISBN 978-3-95490-180-7
- 2016. — Vol. 14. Lfg. 123. — 96 p. — ISBN 978-3-95490-220-0
- 2016. — Vol. 14. Lfg. 124. — 96 p. — ISBN 978-3-95490-223-1
- 2017. — Vol. 14. Lfg. 125. — 96 p. — ISBN 978-3-95490-239-2
- 2017. — Vol. 14. Lfg. 126. — 96 p. — ISBN 978-3-95490-285-9
- 2017. — Vol. 14. chorus—clepsydra — 768 p. — ISBN 978-3-95490-284-2

- 2017. — Vol. 15. Lfg. 127. — 96 p. — ISBN 978-3-95490-305-4
- 2018. — Vol. 15. Lfg. 128. — 96 p. — ISBN 978-3-95490-334-4
- 2018. — Vol. 15. Lfg. 129. — 96 p. — ISBN 978-3-95490-382-5
- 2018. — Vol. 15. Lfg. 130. — 96 p. — ISBN 978-3-95490-390-0
- 2019. — Vol. 15. Lfg. 131. — 96 p. — ISBN 978-3-95490-408-2
- 2019. — Vol. 15. Lfg. 132. — 96 p. — ISBN 978-3-95490-425-9
- 2019. — Vol. 15. Lfg. 133. — 96 p. — ISBN 978-3-95490-462-4
- 2020. — Vol. 15. Lfg. 134. — 116 p. — ISBN 978-3-95490-464-8
- 2020. — Vol. 15. *clērica—committere. — 792 p., ISBN 978-3-95490-480-8

- 2020. — Vol. 16. Lfg. 135. — 96 p. — ISBN 978-3-95490-515-7
- 2020. — Vol. 16. Lfg. 136. — 96 p. — ISBN 978-3-95490-516-4
- 2021. — Vol. 16. Lfg. 137. — 96 p. — ISBN 978-3-7520-0577-6
- 2021. — Vol. 16. Lfg. 138. — 96 p. — ISBN 978-3-7520-0580-6
- 2021. — Vol. 16. Lfg. 139. — 96 p. — ISBN 978-3-7520-0584-4
- 2021. — Vol. 16. Lfg. 140. — 96 p. — ISBN 978-3-7520-0643-8
- 2021. — Vol. 16. Lfg. 141. — 96 p. — ISBN 978-3-7520-0644-5
- 2022. — Vol. 16. Lfg. 142. — 96 p. — ISBN 978-3-7520-0646-9
- 2022. — Vol. 16. commixtio—conformator. — 768 p. — ISBN

- 2022. — Vol. 17. Lfg. 143 — 96 p. — ISBN 978-3-7520-0659-9
- 2023. — Vol. 17. Lfg. 144 — 96 p. — ISBN 9783752007824
- 2023. — Vol. 17. Lfg. 145 — 96 p. — ISBN 9783752007985
- 2024. — Vol. 17. Lfg. 146 — 96 p. — ISBN 9783752008142
- 2024. — Vol. 17. Lfg. 147 — 96 p. —

- 2007. — Lfg. D 1. — 96 p. — ISBN 978-3-89500-610-4
- 2009. — Lfg. D 2. — 96 p. — ISBN 978-3-89500-686-9
- 2010. — Lfg. D 3. — 96 p. — ISBN 978-3-89500-748-4
- 2011. — Lfg. D 4. — 96 p. — ISBN 978-3-89500-834-4
- 2011. — Lfg. D 5. — 96 p. — ISBN 978-3-89500-873-3
- 2012. — Lfg. D 6. — 96 p. — ISBN 978-3-89500-902-0
- 2013. — Lfg. D 7. — 96 p. — ISBN 978-3-89500-974-7
- 2014. — Lfg. D 8. — 112 p. — ISBN 978-3-95490-030-5
- 2016. — Vol. 19. da—detentor. — 740 p. — ISBN 978-3-95490-083-1

- 2014. — Lfg. D 9. — 96 p. — ISBN 978-3-95490-100-5
- 2016. — Lfg. D 10. — 96 p. — ISBN 978-3-95490-224-8
- 2017. — Lfg. D 11. — 96 p. — ISBN 978-3-95490-244-6
- 2021. — Lfg. D 12. — 96 p. — ISBN 978-3-7520-0635-3
- 2023. — Lfg. D 13. — 96 p. — ISBN 9783752007886

- 2011. — Lfg. E 1. — 96 p. — ISBN 978-3-89500-827-6
- 2013. — Lfg. E 2. — 96 p. — ISBN 978-3-89500-996-9
- 2014. — Lfg. E 3. — 96 p. — ISBN 978-3-95490-062-6
- 2016. — Lfg. E 4. — 96 p. — ISBN 978-3-95490-225-5
- 2018. — Lfg. E 5. — 96 p. — ISBN 978-3-95490-316-0
- 2019. — Lfg. E 6. — 96 p. — ISBN 978-3-95490-421-1
- 2021. — Lfg. E 7. — 96 p. — ISBN 978-3-7520-0576-9
- 2021. — Lfg. E 8. — 94 p. — ISBN 978-3-7520-0633-9
- 2021. — Vol. 21. E—excrescere. — 740 p. — ISBN

- 2022. — Lfg. E 9. — 96 p. — ISBN 978-3-7520-0660-5
- 2022. — Lfg. E 10. — 96 p. — ISBN 9783752006728
- 2022. — Lfg. E 11. — 96 p. — ISBN 9783752006964
- 2023. — Lfg. E 12. — 96 p. — ISBN 9783752007350

- 2000. — Germanismi Vol. 1, Fasc. 1. — 96 p. — ISBN 3-89500-172-4
- 2002. — Germanismi Vol. 1, Fasc. 2. — 96 p. — ISBN 3-89500-173-2
- 2003. — Germanismi Vol. 1, Fasc. 3. — 96 p. — ISBN 3-89500-174-0
- 2007. — Germanismi Vol. 1, fasc. 4. — 96 p. — ISBN 978-3-89500-175-8
- 2009. — Germanismi Vol. 1, fasc. 5. — 96 p. — ISBN 978-3-89500-176-5
- 2010. — Germanismi Vol. 1, fasc. 6. — 96 p. — ISBN 978-3-89500-749-1
- 2011. — Germanismi Vol. 1, fasc. 7. — 96 p. — ISBN 978-3-89500-874-0
- 2015. — Germanismi Vol. 1, fasc. 8/9. — 164 p. — ISBN 978-3-95490-158-6
- 2016. — Germanismi Vol. 1. Abschied-putzn. — 840 p. — ISBN 978-3-95490-159-3

- 2002. — Supplemento bibliografico. — VI, 395 p. — ISBN 3-89500-277-1
- 2012. — Supplemento bibliografico IV. — 448 p. — ISBN 978-3-89500-886-3
- 1992. — Etymologie Und Wortgeschichte Des Italienischen — Genesi E Dimensioni Di Un Vocabolario Etimologico. — 252 p. — ISBN 3-88226-534-5
- 2012. — Le nuove frontiere del LEI. — 224 p. — ISBN 978-3-89500-885-6